# Krzysztof Hulboj
Krzysztof Hulboj (ur. 1 stycznia 1979 w Warszawie) – polski tancerz, choreograf i trener tańca.

## Życiorys
Jest synem Ewy i Andrzeja, który był geologiem. Ma starszego o trzy lata brata, Jarosława. Ukończył naukę w XL Liceum Ogólnokształcącym im. Stefana Żeromskiego w Warszawie i studiował na warszawskim AWF.
W wieku dziewięciu lat rozpoczął treningi tańca towarzyskiego pod kierownictwem Małgorzaty Szokalskiej. W latach 1993–2003 reprezentował Polskę z Ewą Szabatin, z którą w 1996 dotarł do finału Mistrzostw Świata w tańcach latynoamerykańskich w kategorii młodzieżowej, w 1999 został wicemistrzem Polski, w 2003 zajął trzecie miejsce na Mistrzostwach Polski. W styczniu 2003 rozstał się z Szabatin, kilka miesięcy później zaczął trenować ze Słowenką Janją Lesar, z którą w 2008 zdobył tytuł Mistrza Polski w tańcach latynoamerykańskich. W kwietniu 2008 zakończyli karierę turniejową. Reprezentuje najwyższą, międzynarodową klasę taneczną „S” w tańcach latynoamerykańskich i standardowych.
Jesienią 2008 zadebiutował jako trener w programie rozrywkowym TVN Taniec z gwiazdami. W programie partnerował kolejno: Katarzynie Walter (jesień 2008), Monice Richardson (wiosna 2009), Weronice Rosati (jesień 2009), Annie Kalacie (jesień 2010) i Jagnie Marczułajtis-Walczak (jesień 2011).
W 2009 zagrał epizodyczną rolę w filmie Kochaj i tańcz.
Występował w spektaklach: The 50’s Show, Traviata w Teatrze Wielkim (2010–2013) i I Move You w Studio Buffo (2012).
W latach 2014–2015 uczestniczył w programie rozrywkowym Polsatu Dancing with the Stars. Taniec z gwiazdami, w którym partnerował Violetcie Arlak i Adzie Fijał. W 2015 wystąpił w teledysku do piosenki Jana Traczyka „Chciałbym to być ja”. W 2016 stworzył choreografię do filmu Zjednoczone stany miłości.
| Programy formatu Dancing with the Stars z udziałem Krzysztofa Hulboja | Programy formatu Dancing with the Stars z udziałem Krzysztofa Hulboja | Programy formatu Dancing with the Stars z udziałem Krzysztofa Hulboja | Programy formatu Dancing with the Stars z udziałem Krzysztofa Hulboja | Programy formatu Dancing with the Stars z udziałem Krzysztofa Hulboja | Programy formatu Dancing with the Stars z udziałem Krzysztofa Hulboja | Programy formatu Dancing with the Stars z udziałem Krzysztofa Hulboja |
| Rok                                                                   | Program                                                               | Stacja                                                                | Edycja                                                                | Partnerka                                                             | Wynik                                                                 |                                                                       |
| --------------------------------------------------------------------- | --------------------------------------------------------------------- | --------------------------------------------------------------------- | --------------------------------------------------------------------- | --------------------------------------------------------------------- | --------------------------------------------------------------------- | --------------------------------------------------------------------- |
| 2008                                                                  | Taniec z gwiazdami                                                    | TVN                                                                   | Ósma                                                                  | Katarzyna Walter                                                      | 11. miejsce                                                           |                                                                       |
| 2009                                                                  | Taniec z gwiazdami                                                    | TVN                                                                   | Dziewiąta                                                             | Monika Richardson                                                     | 4. miejsce                                                            |                                                                       |
| 2009                                                                  | Taniec z gwiazdami                                                    | TVN                                                                   | Dziesiąta                                                             | Weronika Rosati                                                       | 10. miejsce                                                           |                                                                       |
| 2010                                                                  | Taniec z gwiazdami                                                    | TVN                                                                   | Dwunasta                                                              | Anna Kalata                                                           | 11. miejsce                                                           |                                                                       |
| 2011                                                                  | Taniec z gwiazdami                                                    | TVN                                                                   | Trzynasta                                                             | Jagna Marczułajtis-Walczak                                            | 7. miejsce                                                            |                                                                       |
| 2014                                                                  | Dancing with the Stars. Taniec z gwiazdami                            | Polsat                                                                | Pierwsza                                                              | Violetta Arlak                                                        | 12. miejsce                                                           |                                                                       |
| 2015                                                                  | Dancing with the Stars. Taniec z gwiazdami                            | Polsat                                                                | Trzecia                                                               | Ada Fijał                                                             | 6. miejsce                                                            |                                                                       |

## Życie prywatne
Był w siedmioletnim związku z Ewą Szabatin. Obecnie jest zaręczony z Janją Lesar.